# ことばのくに
『ことばのくに』は、1984年4月10日から1990年3月15日までNHK教育テレビジョンで放送されていた小学校2年生向けの学校放送（教科：国語）である。

## 概要
1983年12月28日・12月29日にパイロット版を放送した後、1984年4月にレギュラー放送を開始した。

## 放送時間
いずれも日本標準時。別の時間帯での再放送あり。
| 期間                          | 放送時間                                             |
| ----------------------------- | ---------------------------------------------------- |
| 1984年4月10日 - 1985年4月2日  | 火曜日 10:15 - 10:30                                 |
| 1985年4月11日 - 1990年3月15日 | 木曜日 11:15 - 11:30 1985年3月までは再放送枠だった。 |

## 出演者と内容

### パイロット版
- 山田俊司[3]
- ななせゆい
- 渡辺司

### 1984年度 - 1985年度
- 王様：二瓶鮫一[4] …ことばのくにの王様。王冠やヒゲ、マントにタイツなど西洋風の姿をしている。
- 元太：渡辺司[4] …ごく普通の青年
- 花子：中西由香力[4] …元太のガールフレンド
- かきとり（声：植竹真子）…漢字を紹介する番組内ショートアニメの青い鳥。ペン先のようなくちばしが特徴。

王様が困りごとを抱える元太・花子のもとへやってきて、王妃や召使いのほか、おとぎ話に由来したゲストキャラクターも交えながら、文法や表現について学んでいく。

### 1986年度 - 1987年度
- 新作：藤島新 …作家の男性。オープニングテーマの歌唱も担当。
- 裕介（声：里見京子）…小学生の少年
- 愛子（声：小山茉美）…小学生の少女
- へんしんタンマ（声：関根信昭）…ことばのくにの番人と名乗る怪人。猫に似た黄色い獣のような容姿とぶ厚いピンクの唇が特徴で、変装を得意とする。正体はことばのくにの王様。

新作の書斎における導入・説明パートと、新作が書いた物語という設定の人形劇パートで構成される。

人形劇パートではことばのくにを探して旅をする祐介・愛子と、毎回2人にことばクイズを出すなど様々な邪魔をするへんしんタンマとの騒動を描く。

人形劇パートへの移行時やエンディングでは、新作がパイプ状のドラムを叩きながら「ユー アンド アイ 祐介 愛子」などと歌うのが特徴であった。

### 1988年度 - 1989年度
- ラクラク仙人（声：八木光生）[6][7][8][9]
  - 洞窟に住んでいる仙人[8][9]。
- キュー（声：小稗美穂子）[7]
  - おばけの兄[8][9]。
- ミュー（声：増渕正子）[7]
  - おばけの妹[8][9]。

オープニングテーマは前シリーズから流用された。